# Kleopatra (Tochter des Danaos)
Kleopatra (altgriechisch Κλεοπάτρα Kleopátra) war in der Griechischen Mythologie der Name von zwei Danaiden, also von zwei von insgesamt 50 Töchtern des Danaos, die dieser von verschiedenen Frauen hatte. Alle Danaiden, so auch die beiden Kleopatrai, heirateten jeweils einen der 50 Söhne von Danaos’ Zwillingsbruder Aigyptos.
Die eine Kleopatra, deren Mutter eine Hamadryade (Atlanteie oder Phoibe) war, erhielt dabei durch Los Agenor zum Gemahl, während die andere Kleopatra, Tochter der Najade Polyxo, Gattin des Hermos wurde. Wie alle Danaiden – außer Hypermestra – ermordeten auch die beiden Kleopatrai ihre Gatten noch in der Hochzeitsnacht.